# فرانسیس کونه
فرانسیس کونه (انگلیسی: Francis Koné؛ زادهٔ ۲۹ نوامبر ۱۹۹۰) بازیکن فوتبال اهل توگو است که در پست مهاجم بازی می‌کند.

## باشگاهی
از باشگاه‌هایی که در آن بازی کرده‌است می‌توان به اولهاننزه و تیم ملی فوتبال توگو اشاره کرد.
کونه در فوریه ۲۰۱۷ در جریان بازی تیمش مقابل بوهمیانس ۱۹۰۵ باعث نجات جان دروازه‌بان تیم مقابل، مارتین برکوویچ شد و به همین سبب در مراسم اهدای جوایز بهترین های سال ۲۰۱۷ فیفا که در لندن برگزار شد، جایزه بازی جوانمردانه به فرانسیس کونه رسید.